# Germs-sur-l'Oussouet

Germs-sur-l'Oussouet este o comună în departamentul Hautes-Pyrénées din sudul Franței. În 2009 avea o populație de 116 de locuitori.

## Evoluția populației
| An        | 1975 | 1982 | 1990 | 1999 | 2006 | 2009 |
| --------- | ---- | ---- | ---- | ---- | ---- | ---- |
| Populație | 134  | 128  | 122  | 118  | 136  | 116  |